# 阿不都吉力力·卡拉卡西
阿不都吉力力·卡拉卡西（維吾爾語：ئابدۇجېلىل قاراقاش‎；拉丁維文: Abdujélil Qaraqash；1960年—），一譯阿布都節里里·卡熱卡石，维吾尔族，新疆维吾尔自治区和田地区墨玉县人。东突厥斯坦信息中心头目，世界维吾尔青年代表大会主要骨干。

## 生平
中华人民共和国聲稱，阿不都吉力力·卡拉卡西不断通过互联网等途径秘密向中华人民共和国境内的“东突”分子传授毒剂、爆炸物制作方法，为恐怖暴力活动做准备，并且曾经同中国境内的暴力恐怖分子相互联系，以策划在中国境内的铁路上实施爆炸活动。